# Almeida (Familienname)
Almeida oder d’Almeida ist ein Familienname.

## Namensträger

### A
- Acácio de Almeida (* 1938), portugiesischer Kameramann und Filmproduzent
- Adalberto Almeida y Merino (1916–2008), mexikanischer Geistlicher, Erzbischof von Chihuahua
- Adalberto Lara de Almeida (1885–1961), brasilianischer Marineoffizier
- Adriana Almeida (* 2001), kap-verdische Sprinterin
- Aílton José Almeida (* 1984), brasilianischer Fußballspieler, siehe Aílton (Fußballspieler, August 1984)
- Aires de Almeida, osttimoresischer Unabhängigkeitsaktivist
- Alfredo Almeida Rego  (1903–1988), brasilianischer Fußballspieler, siehe Doca (Fußballspieler)
- Amarildo Almeida (* 1976), guinea-bissauischer Sprinter
- André Almeida (Fußballspieler, 1990) (André Gomes Magalhães Almeida; * 1990), portugiesischer Fußballspieler
- André Almeida (Radsportler) (André de Souza Almeida; * 1992), brasilianischer Radrennfahrer
- André Almeida (Fußballspieler, 1995) (André Filipe Lopes Almeida; * 1995), portugiesischer Fußballspieler
- André Almeida (Fußballspieler, April 2000) (André Almeida dos Santos; * 2000), brasilianischer Fußballspieler
- André Almeida (Fußballspieler, Mai 2000) (Domingos André Ribeiros Almeida; * 2000), portugiesischer Fußballspieler
- André Almeida Pinto (* 1989), portugiesischer Fußballspieler
- Angélica de Almeida (* 1965), brasilianische Marathonläuferin
- Angélica Mendoza Almeida (1929–2017), peruanische Menschenrechtsaktivistin
- Aníbal d’Almeida (1898–1959), portugiesischer Springreiter
- António de Almeida (Anthropologe) (1900–1984), portugiesischer Anthropologe und Ethnologe
- Antônio Almeida (Komponist) (1911–1985), brasilianischer Komponist
- Antônio Almeida (Fußballspieler) (Künstlername Bahia; * 1911; † unbekannt), brasilianischer Fußballspieler
- Antônio de Almeida Lustosa (1886–1974), brasilianischer Ordensgeistlicher, Erzbischof von Fortaleza
- Antônio de Almeida Moraes Junior (1904–1984), brasilianischer Geistlicher, Erzbischof von Niterói
- António de Almeida Santos (1926–2016), portugiesischer Jurist und Politiker (PS)
- António José de Almeida (1866–1929), portugiesischer Politiker
- António Pereira de Almeida (1915–1994), portugiesischer Pferdesportler
- António Victorino de Almeida (* 1940), portugiesischer Komponist, Dirigent, Pianist und Schriftsteller
- Apollinaris de Almeida (1587–1638), portugiesischer Jesuitengeistlicher und Märtyrer
- Armando de Almeida (1893–1978), brasilianischer Fußballspieler
- Armindo Vaz d’Almeida (1953–2016), são-toméischer Politiker
- Augusto Almeida (* 1966), portugiesischer Judoka

### B
- Beto Almeida (* 1955), brasilianischer Fußballtrainer
- Bruno de Almeida (* 1965), französisch-portugiesischer Filmregisseur

### C
- Carlos Almeida (Leichtathlet) (* 1968), kapverdischer Leichtathlet
- Carlos Almeida (Basketballspieler) (Carlos Domingos Bendinha de Almeida; * 1976), angolanischer Basketballspieler
- Carlos Almeida (Politiker) (Carlos Alberto Souza de Almeida Filho; * 1979), brasilianischer Politiker
- Carlos Almeida (Schwimmer) (Carlos Fernandes Esteves de Almeida; * 1988), portugiesischer Schwimmer
- Carlos Alberto de Almeida Junior (* 1980), brasilianischer Fußballspieler, siehe Carlinhos (Fußballspieler, 1980)
- Carlos Alberto de Ascensão do Carmo de Almeida, bekannt als Carlos do Carmo (1939–2021), portugiesischen Sänger
- Celso Pereira de Almeida (1928–2014), brasilianischer Ordensgeistlicher, Bischof von Itumbiara
- Cesário Augusto de Almeida Viana, portugiesischer Offizier, Gouverneur von Portugiesisch-Timor
- Christian Almeida (* 1989), uruguayischer Fußballspieler
- Cristina Almeida (* 1944), spanische Politikerin

### D
- D. Leonor de Almeida Portugal (1750–1839), portugiesische Adelige und Lyrikerin
- Damião Vaz d’Almeida (* 1951), são-toméischer Politiker
- David Almeida (* 1969), brasilianischer Politiker
- Diego Dublé Almeida (1841–1922), chilenischer General und Politiker
- Djaimilia Pereira de Almeida (* 1982), angolanisch-portugiesische Romanautorin und Essayistin

### E
- Edsón Almeida (* 1994), mosambikanischer Fußballspieler
- Élisa De Almeida (* 1998), französische Fußballspielerin
- Etelvina Lopes de Almeida (1916–2004), portugiesische Schriftstellerin, Journalistin, Hörfunksprecherin und Politikerin
- Eusebio de Almeida (* 1985), osttimoresischer Fußballspieler
- Ever Hugo Almeida (* 1948), uruguayisch-paraguayischer Fußballspieler und -trainer

### F
- Faustina Fernandes Inglês de Almeida Alves (* 1956), angolanische Politikerin
- Felipe Almeida Wu (* 1992), brasilianischer Sportschütze
- Fernando Flávio Marques de Almeida (1916–2013), brasilianischer Geologe
- Filomena de Almeida, osttimoresische Unabhängigkeitsaktivistin
- Flávio Almeida da Fonseca (* 1944), brasilianischer Fußballspieler, siehe Flávio Minuano
- Floriano Paulo de Almeida (1898–1977), brasilianischer Pilzkundler
- Francisco de Almeida (1450–1510), portugiesischer Seefahrer und Militär
- Francisco de Almeida Fleming (1900–1999), brasilianischer Schauspieler, Drehbuchautor, Regisseur, Produzent und Kameramann
- Francisco António de Almeida (1702–1755), portugiesischer Komponist
- Franck de Almeida (* 1983), brasilianischer Marathonläufer

### G
- Gabriel Barbosa Almeida (* 1996), brasilianischer Fußballspieler, siehe Gabriel Barbosa
- Gabriella De Almeida Rinne (* 1989), deutsche Sängerin
- Gerald Almeida (* 1946), indischer Geistlicher, Bischof von Jabalpur
- Germano Almeida (* 1945), kapverdischer Schriftsteller
- Gilberto de Almeida Rêgo (1881–1961), brasilianischer Fußballschiedsrichter
- Gonçalo Almeida (* 1978), portugiesischer Jazz-Bassist
- Grâce d’Almeida Adamon (1951–2005), beninische Rechtsanwältin, Feministin und Menschenrechtsaktivistin
- Guilherme de Almeida (1890–1969), brasilianischer Rechtsanwalt, Journalist, Dichter und Übersetzer

### H
- Hegeile Almeida dos Santos (* 1995), brasilianische Beachvolleyballspielerin
- Helena Almeida (1934–2018), portugiesische Fotografin und Konzeptkünstlerin
- Hélène d’Almeida-Topor (1932–2020), französische Historikerin und Afrikanistin
- Horácio de Almeida (Historiker) (1896–1983), brasilianischer Historiker und Jurist
- Horácio de Almeida (Menschenrechtler) (* 1975), osttimoresischer Jurist, Beamter und Menschenrechtler
- Hugo Almeida (* 1984), portugiesischer Fußballspieler

### I
- Inês Maria de Almeida (* 1963), osttimoresische Aktivistin und Diplomatin
- Ines Thomas Almeida (* 1976), portugiesische Sängerin (Mezzosopran)
- Irineu de Almeida (1873–1916), brasilianischer Komponist und Musiker
- Ivanildo Oliveira Almeida (* 1972), brasilianischer römisch-katholischer Geistlicher, Bischof von Cametá

### J
- Jaime de Almeida (1920–1973), brasilianischer Fußballspieler
- Januário Correia de Almeida (1829–1901), portugiesischer Offizier, Kolonialadministrator, Diplomat und Politiker
- João Almeida (Missionar) (John Almeida; 1571/1572–1653), britischer Jesuit und  Missionar
- João de Almeida (Architekt) (1928–2020), portugiesischer Maler und Architekt
- João Almeida (Radsportler) (* 1998), portugiesischer Radsportler
- João de Almeida Filho (* 1947), brasilianischer Fußballspieler
- João Carlos Almeida (* 1988), portugiesischer Leichtathlet
- João Anselmo de Almeida Soares, portugiesischer Gouverneur von Portugiesisch-Timor
- João Crisóstomo Gomes de Almeida (1900–1996), portugiesischer Geistlicher, Weihbischof in Viseu
- João Ferreira de Almeida (1628–1691),  portugiesischer Missionar und Übersetzer
- João Mendes de Almeida (1831–1898), brasilianischer Politiker
- João Soares de Almeida Filho (* 1954), brasilianischer Fußballspieler, siehe Joãozinho (Fußballspieler, 1954)
- João Vale de Almeida (* 1957), portugiesischer Diplomat
- Joaquim de Almeida (* 1957), portugiesisch-US-amerikanischer Schauspieler
- Joaquim de Almeida Pinto (1823/1824–1871), brasilianischer Botaniker
- Joel Almeida (Fußballspieler, 1957) (* 1957), ehemaliger portugiesischer Fußballspieler
- Joel Almeida (Fußballspieler, 1991) (* 1991), mexikanischer Fußballtorhüter
- José de Almeida (Bildhauer) (1708–1769), portugiesischer Bildhauer
- José de Almeida Batista Pereira (1917–2009), brasilianischer Geistlicher, Bischof von Sete Lagoas und von Guaxupé
- José Américo de Almeida (1887–1980), brasilianischer Jurist, Politiker und Schriftsteller
- José Aparecido Gonçalves de Almeida (* 1960), brasilianischer Geistlicher, Bischof von Itumbiara
- José Carlos Castanho de Almeida (1930–2022), brasilianischer Geistlicher, Bischof von Araçatuba
- José Fernando Almeida, angolanischer Fußballspieler
- José Manuel Pereira de Almeida, portugiesischer Offizier, Gouverneur von Portugiesisch-Timor
- José Mendoza y Almeida (1926–2018), französischer Grafiker, Kalligraf, Schriftdesigner und Typograf
- José Newton de Almeida Baptista (1904–2001), brasilianischer Geistlicher, Erzbischof von Brasília
- José Luis Martínez-Almeida (* 1975), spanischer Jurist und Politiker (PP), Bürgermeister von Madrid
- José Pires de Almeida Neto (* 1954), brasilianischer Gitarrist, siehe José Neto (Musiker)
- José Roberto de Almeida Pinto (* 1953), brasilianischer Diplomat
- José Valentim Fialho de Almeida (1857–1911), portugiesischer Schriftsteller und Journalist
- José Xavier de Almeida (* 1904), brasilianischer Leichtathlet
- Juan Almeida (1927–2009), kubanischer Revolutionär und Politiker
- Júlia Lopes de Almeida (1862–1934), brasilianische Schriftstellerin
- Júlio Almeida (* 1969), brasilianischer Sportschütze
- June Almeida (1930–2007), schottische Virologin

### K
- Kaio de Almeida (* 1984), brasilianischer Schwimmer

### L
- Laurindo Almeida (1917–1995), brasilianischer Jazzgitarrist und Komponist
- Leandro Almeida (* 1982), brasilianisch-ungarischer Fußballspieler
- Leopoldo de Almeida (1898–1975), portugiesischer Bildhauer und Professor
- Lourenço de Almeida (um 1480–1508), portugiesischer Seefahrer und Entdecker
- Luciano Pedro Mendes de Almeida (1930–2006), brasilianischer Geistlicher, Erzbischof von Mariana
- Luís de Almeida (1525–1583), portugiesischer Arzt und Missionar
- Luís de Almeida Sampaio (* 1957), portugiesischer Diplomat
- Luiza Almeida (* 1991), brasilianische Reiterin
- Lukian Araújo de Almeida (* 1991), brasilianischer Fußballspieler

### M
- Mabi de Almeida (1963–2010), angolanischer Fußballtrainer
- Manuel de Almeida (Jesuit) (um 1580–1646), portugiesischer Jesuit und Diplomat
- Manuel de Almeida (Sänger) (1922–1995), portugiesischer Sänger
- Manuel de Almeida de Carvalho (1747–1818), portugiesischer Geistlicher, Bischof von Belém do Pará
- Manuel d’Almeida Trindade (1918–2008), portugiesischer Geistlicher, Bischof von Aveiro
- Manuel Antônio de Almeida (1831–1861), brasilianischer Schriftsteller
- Manuel Lopes de Almeida (1900–1980), portugiesischer Historiker, Hochschullehrer und Politiker
- Marco D’Almeida (* 1974), portugiesischer Schauspieler
- Marco Almeida (Fußballspieler) (Marco António Mendes Almeida; * 1979), portugiesischer Fußballspieler
- Marco Eugênio Galrão Leite de Almeida (* 1959), brasilianischer Geistlicher, Bischof von Estância
- Margarida Lopes de Almeida (1896–1979 oder 1983), brasilianische Deklamatorin, Dichterin und Bildhauerin
- Maria de Lurdes de Almeida Lemos (1926–2008), portugiesische Schauspielerin, siehe Milú
- Maria Vitória von Schirnding de Almeida (1959–1986), portugiesisch-deutsches Model und Schauspielerin, siehe Vicky de Almeida
- Mariana de Almeida (* 1982), argentinische Fußballschiedsrichterassistentin
- Mário Júlio de Almeida Costa (1927–2025), portugiesischer Politiker, Justizminister 1967–1973
- Matheus Pucinelli de Almeida (* 2001), brasilianischer Tennisspieler
- Michaël D’Almeida (* 1987), französischer Radsportler
- Michel Almeida (* 1974), portugiesischer Judoka
- Miguel de Almeida (Militär) (1560–1640), portugiesischer Adliger und Militär
- Miguel de Almeida (Gouverneur) (um 1640–1691), portugiesischer Kolonialgouverneur
- Miguel Almeida (Politiker), portugiesischer Politiker (PSD)
- Miguel Almeida (Tennisspieler) (* 1992), portugiesischer Tennisspieler
- Miguel Alvaro Osório de Almeida (1916–1999), brasilianischer Diplomat
- Miguel Calmon du Pin e Almeida (1796–1865), brasilianischer Politiker
- Miguel Vale de Almeida (* 1960), portugiesischer Anthropologe, Schriftsteller, Politiker und LGBT-Aktivist
- Milton de Freitas Almeida, brasilianischer Generalmajor
- Moisés Almeida (* 1970), angolanischer Fußballspieler
- Murilo de Almeida (* 1989), osttimoresischer Fußballspieler

### N
- Naiel Santiago D’Almeida  (* 1986), são-toméischer Leichtathlet
- Nair Almeida (* 1984), angolanische Handballspielerin
- Nelson de Almeida (* 1979), angolanischer Tennisspieler
- Nicholas de Almeida, Fußballspieler für Macau
- Nicolau Tolentino de Almeida (1740–1811), portugiesischer Lyriker und Satiriker
- Nuno Almeida (* 1975), portugiesischer Fußballschiedsrichter
- Nuno Manuel dos Santos Almeida (* 1962), portugiesischer Geistlicher, Bischof von Bragança-Miranda

### O
- Octávio Figueira Trompowsky de Almeida (1897–1984), brasilianischer Schachspieler, siehe Octávio Trompowsky
- Olávio da Costa Monteiro de Almeida, osttimoresischer Beamter
- Omar Almeida Quintana (* 1981), kubanischer Schachspieler

### P
- Paulo Almeida (Freiheitskämpfer), osttimoresischer Freiheitskämpfer
- Paulo de Almeida Ribeiro (1932–2007), brasilianischer Fußballspieler
- Paulo Almeida Santos (* 1981), brasilianischer Fußballspieler
- Paulo Roberto de Almeida (* 1949), brasilianischer Soziologe und Diplomat
- Paulo Sérgio Rodrigues Duarte de Almeida (* 1976), portugiesischer Fußballspieler, siehe Paulo Sérgio (Fußballspieler, 1976)
- Pedro de Almeida (Gouverneur) († 1678), portugiesischer Kolonialgouverneur
- Pedro de Almeida (Leichtathlet) (Pedro João Röthe Marques de Almeida; 1939–2012), portugiesischer Weitspringer
- Pedro Luìs Baptista Moitinho de Almeida (* 1951), portugiesischer Diplomat
- Pedro Ramos de Almeida (1932–2012), portugiesischer Schriftsteller und Politiker

### R
- Rafael Scapini de Almeida (* 1982), brasilianischer Fußballspieler, siehe Rafinha (Fußballspieler, 1982)
- Ralphina D’Almeida († 2017), gambische Medizinerin, Lehrerin und Politikerin
- Raphael Almeida-Knüttgen (* 1991), deutscher Fußballspieler
- Raphael de Almeida Magalhães (1930–2011), brasilianischer Rechtsanwalt und Politiker
- Robert da Silva Almeida (* 1971), brasilianischer Fußballtorhüter
- Roberto Francisco de Almeida (* 1941), angolanischer Politiker
- Rodinei Marcelo de Almeida (* 1992), brasilianischer Fußballspieler
- Rodolfo Almeida (1923–2006), argentinisch-chilenischer Fußballspieler
- Rui Almeida Montero (* 1977), kapverdischer Fußballspieler
- Ruy Franco de Almeida Junior (* 1989), brasilianischer Fußballspieler

### S
- Sessi D’Almeida (* 1995), beninischer Fußballspieler
- Sílvio Tibiriçá de Almeida (1867–1924), brasilianischer Autor, Journalist, Romanist und Lusitanist
- Stéfano Yuri Gonçalves Almeida (* 1994), brasilianischer Fußballspieler
- Stéphane De Almeida (* 1987), Schweizer Fußballschiedsrichterassistent

### T
- Tamara Esteri Almeida (* 1966), kubanische Fechterin, siehe Tamara Esteri
- Thiago Almeida (* 1980), brasilianischer Ruderer
- Tiago Almeida (* 1990), kapverdischer Fußballspieler
- Tico Almeida, US-amerikanischer Automobilrennfahrer

### V
- Vanderson Válter de Almeida (* 1978), brasilianischer Fußballspieler, siehe Vandinho (Fußballspieler, 1978)
- Vasco Almeida e Costa (1932–2010), portugiesischer Marineoffizier und Politiker
- Vera Pedrosa Martíns de Almeida (1936–2021), brasilianische Diplomatin
- Vicky de Almeida (1959–1986), portugiesisch-deutsches Model und Schauspielerin
- Vítor Almeida (* 1970), portugiesischer Hindernisläufer
- Vítor Almeida (Fußballspieler) (* 1991), Fußballspieler für Macau

### W
- Wágner Pires de Almeida (* 1973), brasilianischer Fußballspieler

### X
- Xavier Almeida (* 1994), Schweizer Jazzmusiker

## Sonstiges
- Almeida (Adelsgeschlecht), portugiesische Adelsfamilie